# Couleurs nationales des Pays-Bas

Le drapeau du prince, à trois bandes verticales orange, blanche et bleue, utilisé de 1572 à 1795

Les couleurs nationales des Pays-Bas sont le rouge, le blanc et le bleu, présents sur le drapeau des Pays-Bas. En revanche dans les sports, les Néerlandais utilisent traditionnellement la couleur orange, présente sur le drapeau du prince (en néerlandais : Prinsenvlag) lui-même basé sur le drapeau du prince Guillaume Ier d'Orange-Nassau,

## Galerie

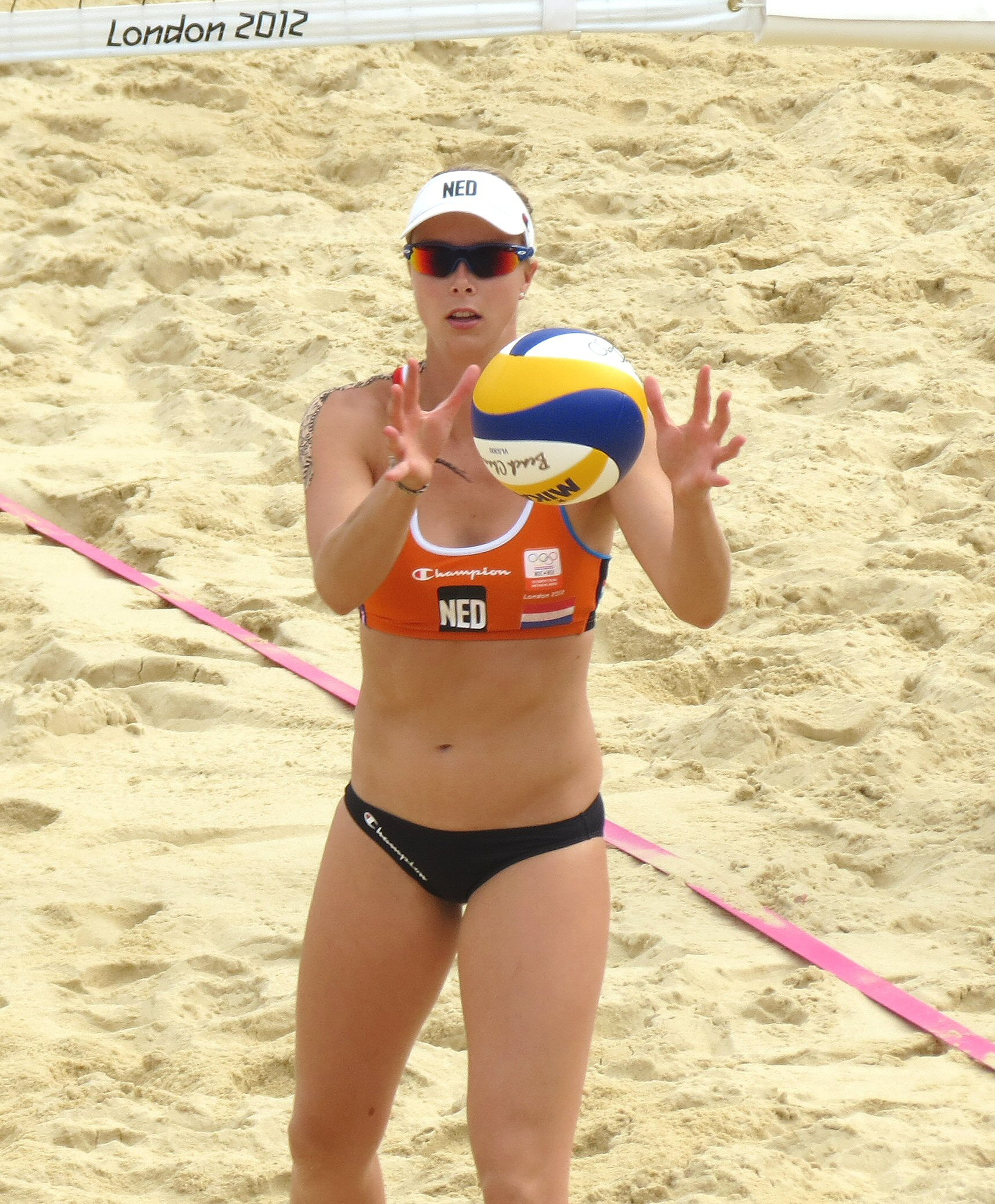
Beach volley (Madelein Meppelink).
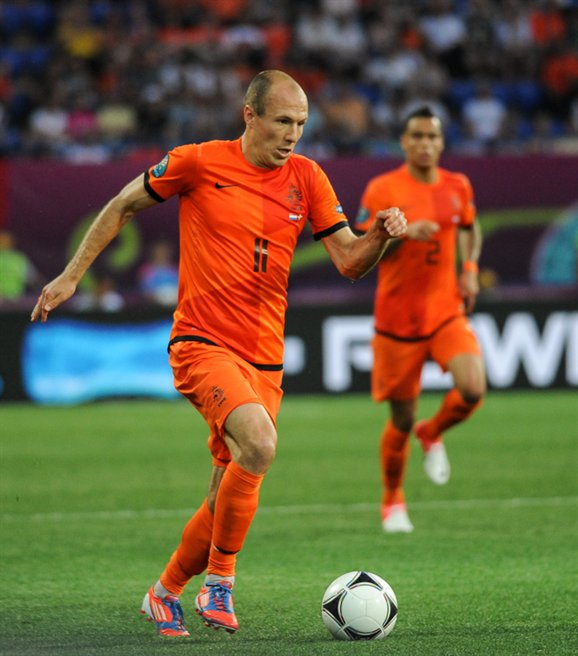
Football (Arjen Robben).
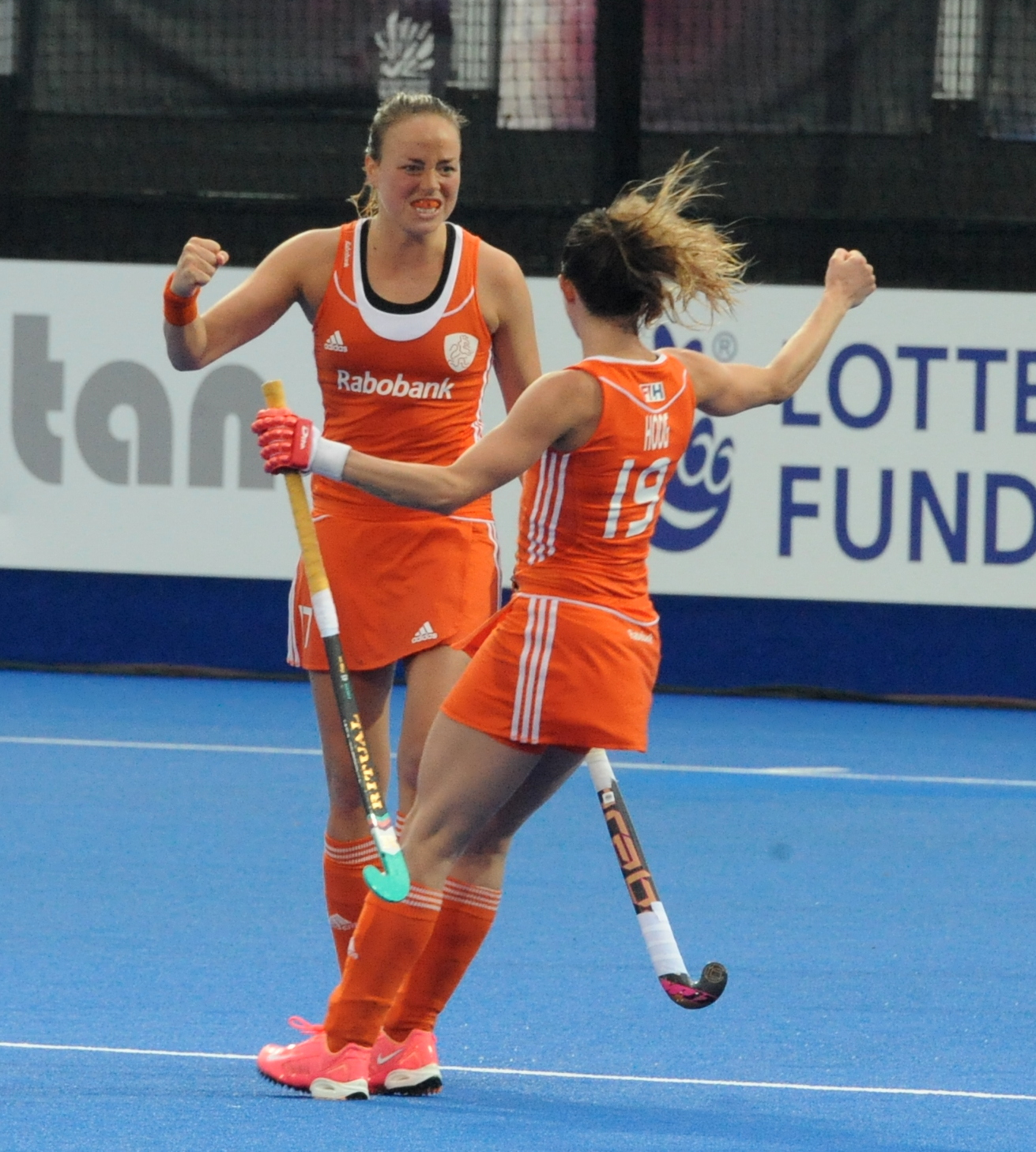
Hockey sur gazon (Maartje Paumen et Ellen Hoog).
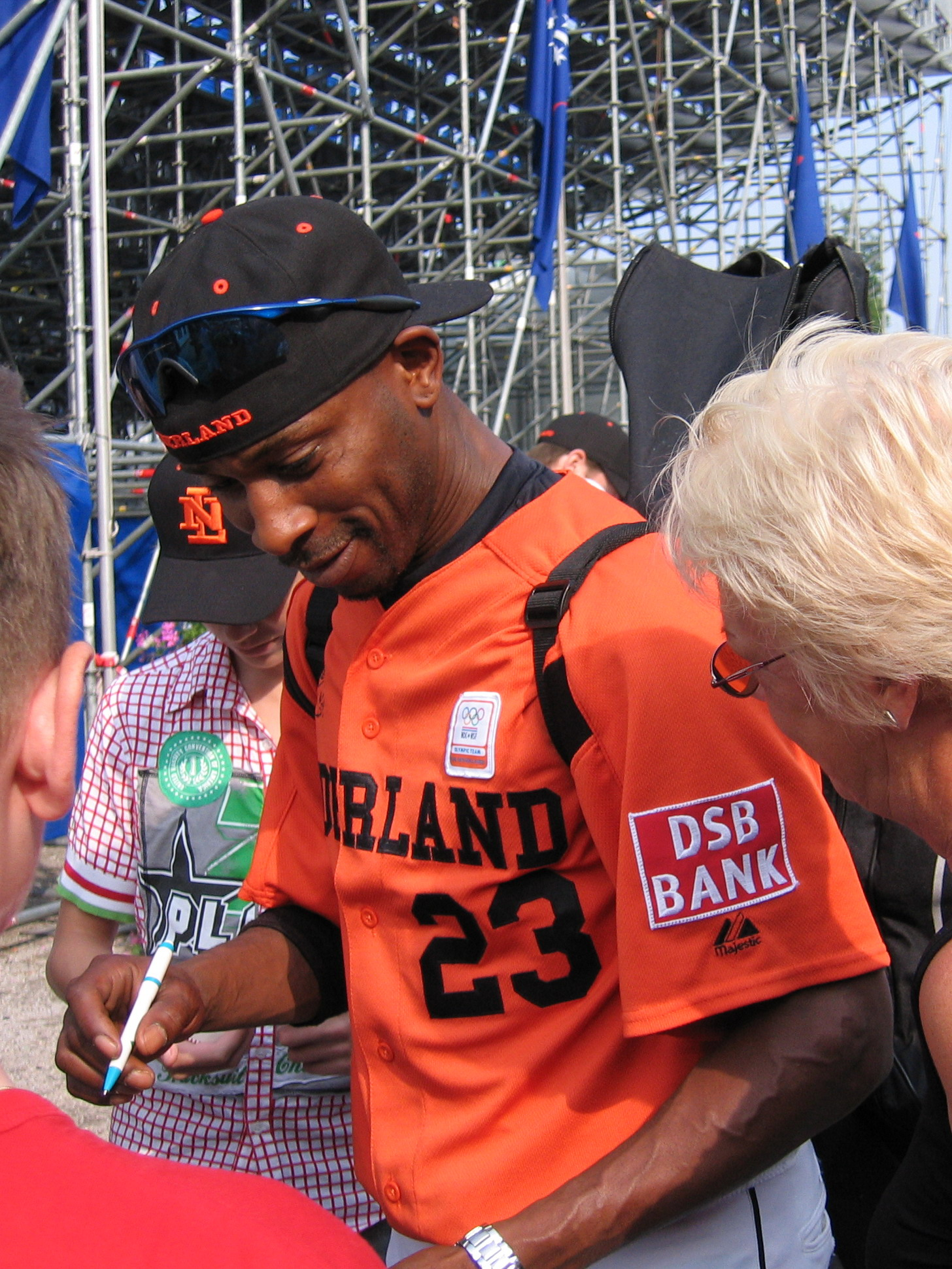
Baseball (Johnny Balentina).
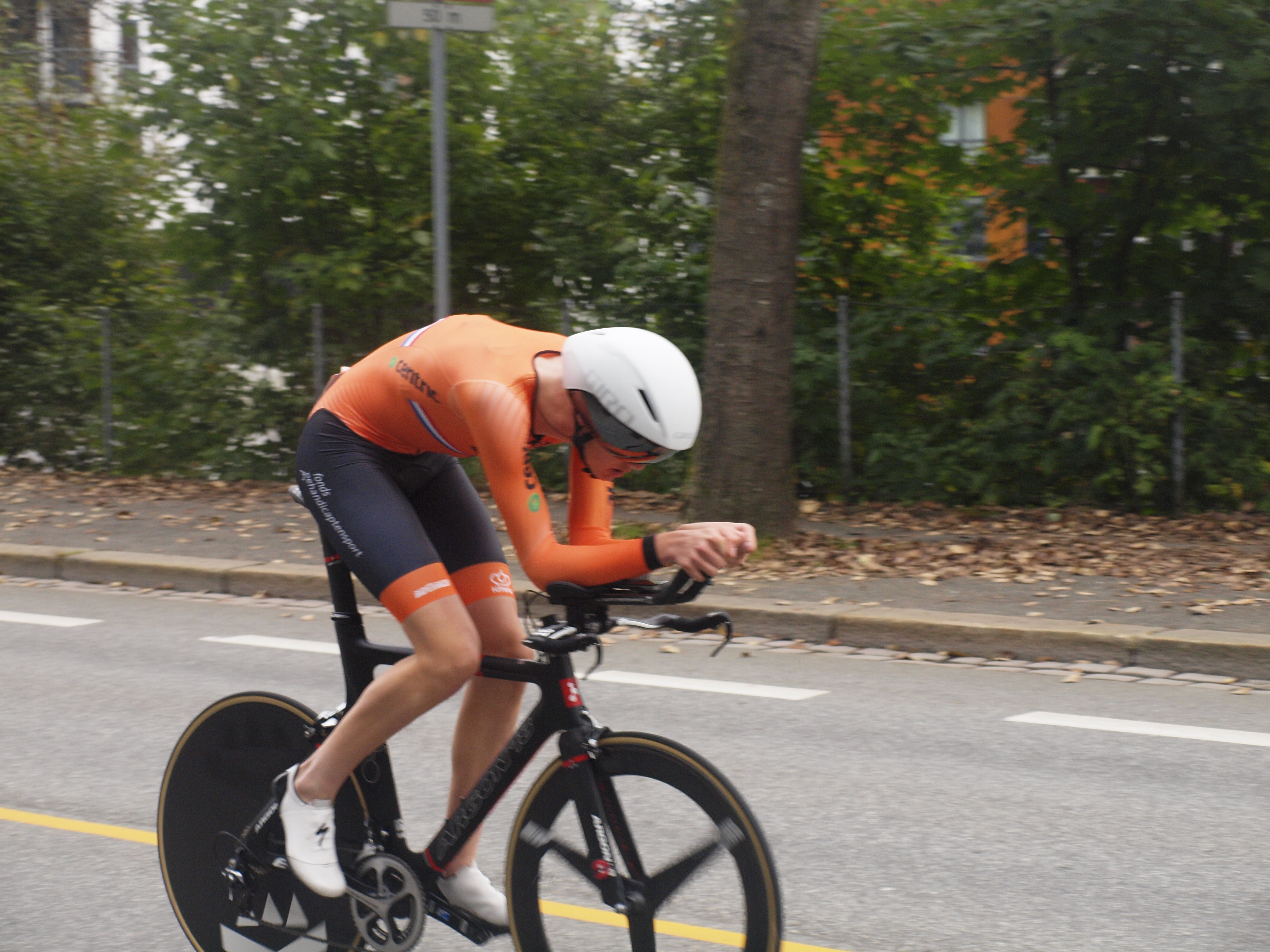
Cyclisme (Daan Hoole).
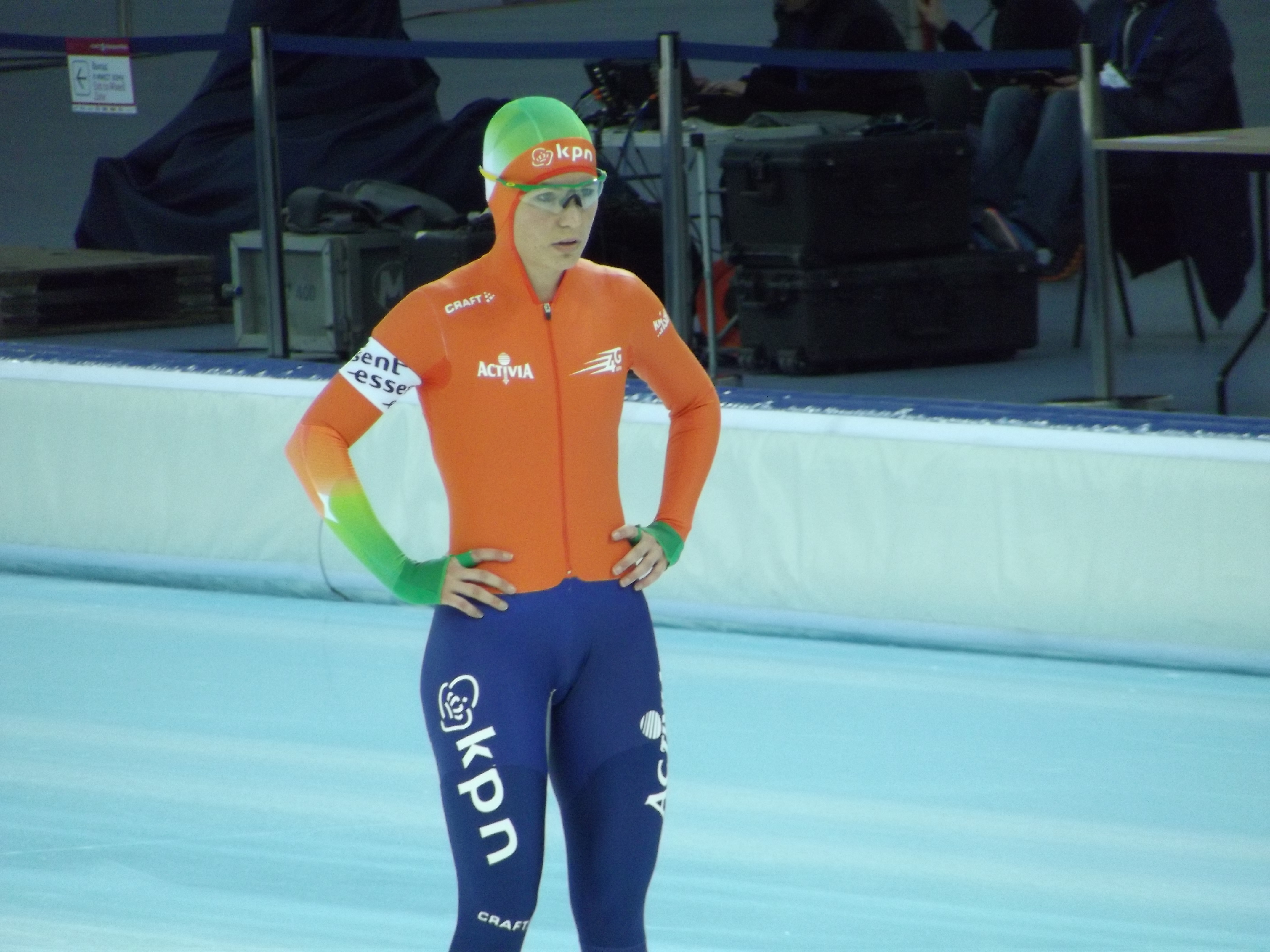
Patinage de vitesse (Diane Valkenburg).
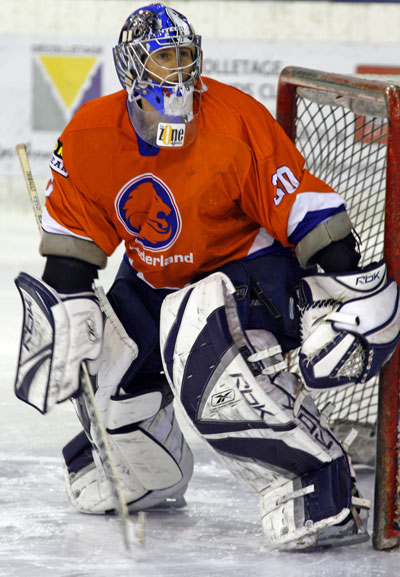
Hockey sur glace (Phil Groeneveld).
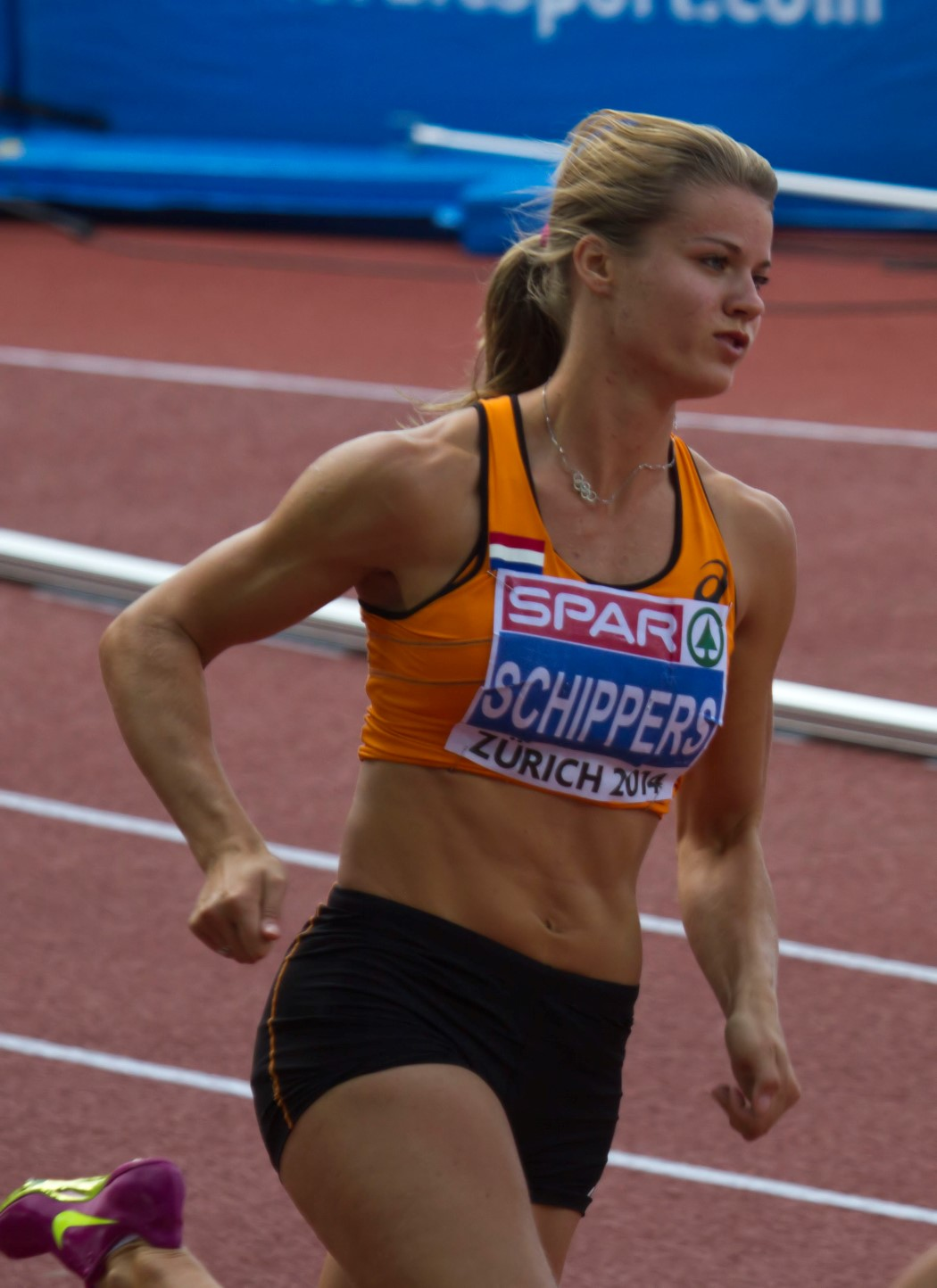
Athlétisme (Dafne Schippers).
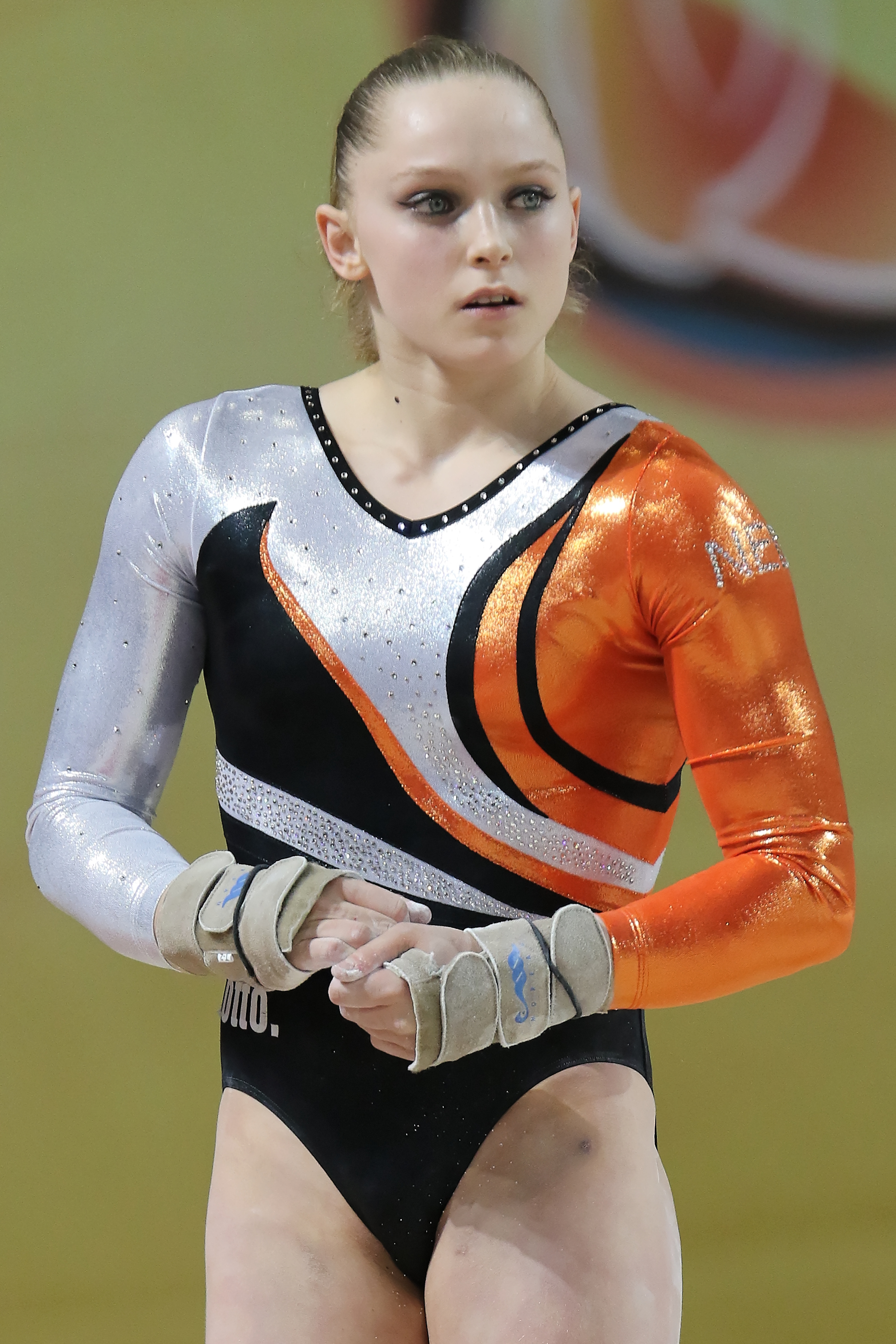
Gymnastique (Noël van Klaveren).
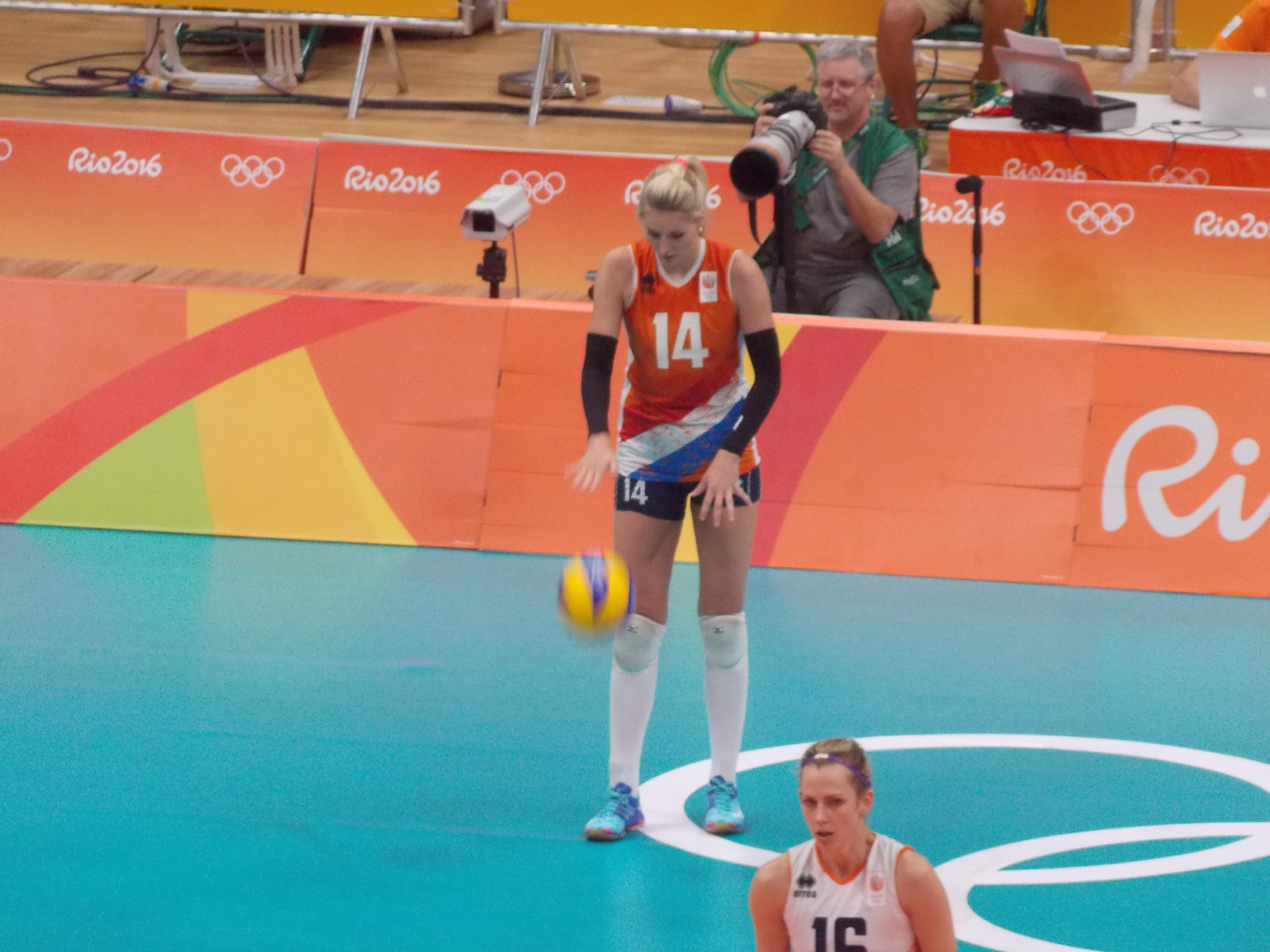
Volley-ball (Laura Dijkema).
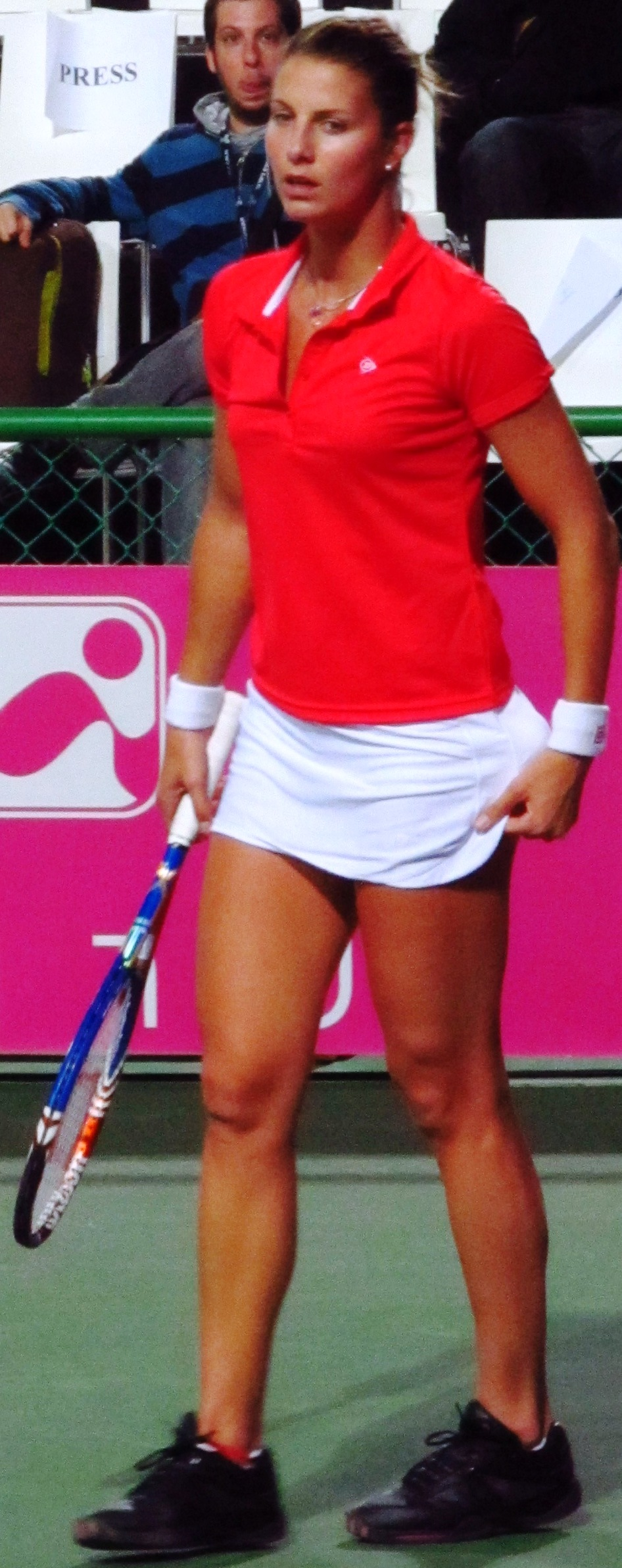
Tennis (Mandy Minella).
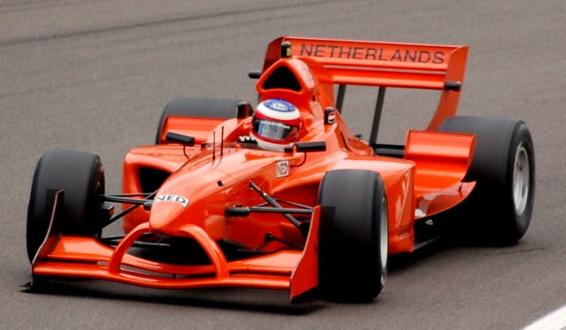
A1GP (Jeroen Bleekemolen).